# Dene wos guet geit
Dene wos guet geit (Englischer Titel: Those who are fine) ist ein Spielfilm des Schweizer Regisseurs
Cyril Schäublin aus dem Jahr 2017. Der Titel des Films zitiert das Lied „Dene wos guet geit“ des Schweizer Chansonniers Mani Matter.

## Handlung
Alice Türli arbeitet in einem Callcenter in Zürich. Sie verkauft Internet- und Krankenkassenangebote an Unbekannte am anderen Ende der Leitung. Nach der Arbeit ruft sie alleinstehende Grossmütter an und täuscht ihnen vor, sie sei ihre Enkelin und in Geldnot. Mit diesem Enkeltrick kann sie 50.000 Franken erbeuten. Die handelnden Personen in Zürich unterhalten sich über Krankenkassen, Mobilfunk-Dienstleister oder Filmhandlungen oder geben sich Zahlencodes durch. Bei einem zweiten Enkeltrickbetrug wird die Callcenter-Agentin verhaftet.

## Kritiken
Der Film lief auf über 30 internationalen Filmfestivals und wurde in der Schweiz von über 11’000 Zuschauerinnen und Zuschauern im Kino gesehen.

In der Schweiz sowie international erhielt der Film positive Kritiken:

„Das alles ist deshalb so stark, weil es lakonisch dargereicht und ohne didaktischen Wink mit dem Zaunpfahl erzählt wird: Von der ruhigen Kamera oft auf eine Distanz gehalten, die uns in die Rolle der Voyeure versetzt, beobachten wir einfach. Wir
hören die bruchstückhaften Dialoge und ziehen unsere Schlüsse – ohne dass uns zehnmal vorgekaut würde, was wir davon zu halten hätten. Diesen Mut, sich ganz auf die Wirkung des Gezeigten zu verlassen, vermisst man im hiesigen Filmschaffen allzu oft. (…) Ein brillianter Erstling.“

„Lustig und subversiv. Der Film des Regisseurs Cyril Schäublin ist eine Kapitalismus-Groteske.“

„A delightful, dry comedy. (Eine entzückende, trockene Komödie.)“

„A formally striking study of an atomized society. (Eine formal bestechende Studie einer atomisierten Gesellschaft.)“

„Sly, subtle humour. (Schlauer, subtiler Humor.)“

„Der überraschendste Schweizer Spielfilm seit Jahren.“

## Auszeichnungen und Nominierungen
- 2018: Europäischer Filmpreis – Nomination in der Kategorie European Discovery
- 2018: Schweizer Filmpreis – Nomination in der Kategorie Bester Spielfilm
- 2018: Zürcher Filmpreis – Gewinner in der Kategorie Bester Spielfilm
- 2018: Edinburgh International Film Festival – Gewinner Best International Feature Film
- 2018: Murcia International Film Festival – Gewinner Special Prize of the Jury
- 2017: Locarno Festival – Gewinner Special Mention of the Jury

## Festivals (Auswahl)
- Locarno, 70° Locarno Film Festival 2017, Cineasti del Presente Competition, Schweiz
- New York, 47° New Directors / New Films 2018, MoMA and Film Society of Lincoln Center, USA
- Rotterdam, 47° International Film Festival Rotterdam 2018, Bright Future Competition, Niederlande
- Sao Paulo, 41° Mostra Sao Paulo 2017, New Filmmakers Competition, Brasilien
- Bilbao, 58° Zinebi Bilbao – First Films Competition 2017, Spanien
- Thessaloniki, 58° Thessaloniki Film Festival 2017, Griechenland
- Solothurn, 53° Solothurner Filmtage 2018, Schweiz
- Edinburgh, 72° Edinburgh Film Festival 2018, International Competition, Großbritannien
- Murcia, 10° Murcia International Film Festival IBAFF 2018, Spanien
- San Francisco, 61° San Francisco Film Festival 2018, Golden Gate Awards Competition, USA
- Kyiv, 48° Molodist International Film Festival 2018, Ukraine
- Montevideo, 36° Montevideo International Film Festival 2018, New directors competition, Uruguay
- Lima, 8° Festival de Lima Independiente 2018, Peru
- Gilching, 12° Fünf Seen Film Festival, Deutschland
- Shanghai, 21° Shanghai International Film Festival 2018, China
- Mexiko-Stadt, 2° Black Canvas Film Festival 2018, Cineteca Nacional, Mexiko
- Split, 22° Split International Film Festival 2018, Kroatien
- Mar del Plata, Festival Internacional de Cine Independiente de La Plata 2018, Argentinien
- Prag, 5° Das Filmfest Prag 2018, Tschechien
- Adana, 12° Adana International Film Festival 2018, Türkei
- Cork, 63° Cork International Film Festival, Irland
- Moscow, 70° Moscow International Film Festival 2019, Russia